# Ein HáSlosá-i mészárlás
Az Ein HáSlosá-i mészárlás a Hamász fegyveresei által 2023. október 7-én, a dél- izraeli Ein HáSlosá kibucban elkövetett vérengzés volt, a Hamász 2023-as Izrael ellen indított támadásának részeként. A kibucot a három alapító tag emlékére nevezték el (slosá 3-at jelent héberül), akiket az 1948-as arab–izraeli háború során öltek meg. Az 1950-es években alapította a dél-amerikai cionista fiatalokból álló Nahal csoport, a HaNoar HaTzioni ifjúsági mozgalom tagjai, az egykori kibuc, Neve Yair földjén.
Az egyik beszámoló szerint a Hamász fegyveresei kifosztották és felégették a kibuc számos lakóépületét, túszokat ejtettek és négy lakost megöltek, miközben azok megpróbálták megvédeni a közösséget. A mészárlás mértékére vonatkozó statisztikák  egyelőre nem pontosak. Egy 80 éves argentin nő életét vesztette, miután felgyújtották az otthonát, és nem tudott elmenekülni. A kibuc 15 fős biztonsági csapata próbálta 6 órán keresztül próbálta megvédeni a lakosokat, amíg az IDF meg nem érkezett. A tűzharcban életét vesztette a biztonsági csapat hatvanéves vezetője, Rami Negbi. A támadásban megöltek között volt egy 63 éves nagymama is. Egy 39 éves izraeli-chilei nőre 8 lövést adtak le.
Három nappal a mészárlás után harminc túlélőt találtak a kibucban, akik közül tizennégy thai állampolgár volt.

## Fordítás
Ez a szócikk részben vagy egészben  az   Ein HaShlosha massacre című angol Wikipédia-szócikk ezen változatának fordításán alapul.  Az eredeti cikk szerkesztőit annak laptörténete sorolja fel. Ez a jelzés csupán a megfogalmazás eredetét és a szerzői jogokat jelzi, nem szolgál a cikkben szereplő információk forrásmegjelöléseként.